# Louis de La Blachière
Louis (Loys ou Loïs) de la Blachière de Coutiers est un gentilhomme poitevin, pasteur, théologien et controversiste calviniste, né vers 1530 et mort à Niort en 1607. 

## Biographie sommaire
Troisième ministre à exercer à Niort et à Saint-Gelais de 1572 à 1607, il dut souvent se réfugier à La Rochelle lors des persécutions religieuses (Massacre de la Saint-Barthélemy, troubles de 1580 et de 1585). Prédicateur réputé, il eut pour élève André Rivet.
De caractère impétueux, il est surtout connu pour sa controverse écrite (et fort animée) avec le R.P. Jules-César Boulenger sur la messe (1595-1596), que le jésuite présentait comme nécessaire pour la rémission des péchez. Le pasteur réfuta par écrit les arguments du jésuite, arguant que la messe n'est point de l'institution de Jésus Christ. Boulenger ne se tint pas pour battu et accusa le pasteur niortais d’impiété dans une réponce aux calomnies et faussetez de L. de la Blachière. Lequel La Blachière répondit alors vertement dans une seconde dispute qu’il n’avait jamais prononcé aucunes calomnies ny faussetés contre la messe, y maintenant son opposition. 
On lui a aussi longtemps attribué deux responses de Michau l’Aveugle au premier livre de Mgr J. C. Boulenger (1595), dont il semble désormais acquis que le véritable auteur en soit Théodore Agrippa d'Aubigné. 
Secondé dans son ministère dès 1601 par Jean (de) Chauffepied, le bouillant La Blachière, désormais infirme, s'éteignit au cours de son ministère en 1607.
Ses deux fils furent eux aussi ministres à Niort, Mougon et à Saint-Gelais ; l’aîné, Jean, ministre au Cheylard (1601) puis à Mougon de 1603 à 1647, laissa une Histoire très-véritable et très-sacrée de la vie de Jésus-Christ notre Seigneur…, tirée de mot à mot des quatre saincts évangélistes (Niort, chez René Troismailles, 1605). De caractère moins vindicatif que son père, prédicateur réputé, Jean sut si bien se faire apprécier de sa communauté qu'il fallut plusieurs fois agrandir le temple, qui devint ainsi l'un des plus grands de la région.

## Œuvres connues
- Lettres pastorales envoyées à l'église de Niort et Saint Gelais par L. de la Blachière, ministre de la parole de Dieu en ladite église, pour rappeler ceux qui sont tombés et se sont révoltés en ces troubles suscités par la ligue contre la religion réformée (1585)
- Dispute faite par escrit, en laquelle Loys de la Blachière, ministre de la parole de Dieu en l'église réformée de Niort, maintient que la messe n'est point de l'institution de Jésus Christ. Contre Jules Cœsar Boulenger, prédicant selon la doctrine des jésuites, qui soustient la messe estre un sacrifice expiatoire pour la rémission des péchez Chez Thomas Portau, à Niort – 1595
- Seconde Dispute faite par escrit, en laquelle Loys de la Blachière, ministre de la parole de Dieu en l'église réformée de Niort, soustient qu'il n'a prononcé aucunes calomnies ny faussetés contre la messe : ains toutes véritez, comne ennemie du sacrifice de Jésus-Christ, qui ne l'a jamais instituée. Contre Jules-Cœsar Boulenger, qui soustient la messe estre un sacrifice, le désadvouant à présent pour expiatoire Chez Th. Porthau, à Niort – 1596
- Préface à « l’Histoire véritable de certains voiages périlleux et hazardeux sur la mer, auxquels reluit la iustice de Dieu sur les uns, et sa miséricorde sur les autres: très-digne d'être leu, pour les choses rares et admirables qui y sont contenues. » du capitaine Bruneau[9] Chez Th. Porthau, à Niort – 1599

## Sources
- Histoire des protestants et de l'Église réformée du Poitou, Auguste Lièvre, Grassart - Paris (1859), pages 37-38;
- Revue d'Aquitaine et de Saintonge, mai-novembre 1875, (pages 276-250)
- Histoire de la ville de Niort, depuis son origine jusqu'au règne de Louis-Philippe Ier (pages 48-50), Hilaire Alexandre Briquet, 1832;
- La France protestante, ou Vies des protestants français qui se sont fait un nom dans l'histoire depuis les premiers temps de la réformation jusqu'à la reconnaissance du principe de la liberté des cultes par l'Assemblée nationale (pages 160-161), Eugène et Emile Haag, Tome VI, 1856;
- Notice sur Loys de La Blachière (pages 176-180), Vte de Lastic-Saint-Jal, in Revue de l'Aunis (1868);
- Bulletin historique et littéraire de la Société de l'histoire du protestantisme français, 1900, pages 31-33 et 314.